# لورانس وارن بيرس
لورانس وارن بيرس (بالإنجليزية: Lawrence W. Pierce)‏ هو محامي وقاضي أمريكي، ولد في 31 ديسمبر 1924 في فيلادلفيا في الولايات المتحدة.